# Peștera de la Piscul Negru
Peștera de la Piscul Negru este o arie protejată de interes național ce corespunde categoriei a IV-a IUCN (rezervație naturală de tip speologic), situată în județul Argeș, pe teritoriul administrativ al comunei Arefu

## Descriere
Rezervația naturală declarată prin Legea Nr.5 din 6 martie 2000 (privind aprobarea Planului de amenajare a teritoriului național - Secțiunea a III-a - zone protejate) se află în Munții Făgăraș și are o suprafață de 0,50 hectare.
Aria naturală reprezintă o cavitate (peșteră) în abruptul Vârfului Piscul Negru (2.248 m), străbătută de cursuri de apă, cu cascade și galerii cu diferite forme concreționare de ghirlande, coloane, pânze, cristale, stalactite, baldachine, etc. 